# Pain
Pain – szwedzki zespół wykonujący industrial metal.
Zespół powstał w 1997 roku jako autorski projekt Petera Tägtgrena – gitarzysty i wokalisty Hypocrisy. Tägtgren jest jedynym stałym członkiem zespołu.

## Muzycy
Obecny skład zespołu
- Peter Tägtgren – śpiew, gitara, gitara basowa, perkusja (od 1997)

Muzycy koncertowi
- Marcus Jidell – gitara (2007, od 2008)
- Johan Husgafvel – gitara (od 2008)
- David Wallin – perkusja (2005, od 2008)

Byli muzycy koncertowi
- Marcus Jidell – gitara (2007-2008)
- Mathias Kamijo – gitara
- Andrea Odendahl – gitara (2005)
- René Sebastian – gitara (2008)
- Yngve "Saroth" Liljebäck – gitara basowa
- Alla Fedynitch – gitara basowa (2005)
- André Skaug – gitara basowa (2007)
- Reidar "Horgh" Horghagen – perkusja (1999)
- Marc Gossar – perkusja (2007)

## Dyskografia

### Albumy studyjne
| Rok                            | Tytuł                                                                       | Pozycja na liście | Pozycja na liście | Pozycja na liście | Pozycja na liście | Pozycja na liście | Pozycja na liście | Certyfikat   |
| Rok                            | Tytuł                                                                       | SWE               | FIN               | FRA               | AUT               | CHE               | DEU               | Certyfikat   |
| ------------------------------ | --------------------------------------------------------------------------- | ----------------- | ----------------- | ----------------- | ----------------- | ----------------- | ----------------- | ------------ |
| 1997                           | Pain - Data: 11 lutego 1997 - Wydawca: Nuclear Blast                        | —                 | —                 | —                 | —                 | —                 | —                 |              |
| 1999                           | Rebirth - Data: 24 grudnia 1999 - Wydawca: Stockholm Records                | 21                | —                 | —                 | —                 | —                 | —                 |              |
| 2002                           | Nothing Remains the Same - Data: 15 lipca 2002 - Wydawca: Stockholm Records | 6                 | —                 | —                 | 75                | —                 | —                 | - SWE: złoto |
| 2002                           | Just Hate Me (EP) - Data: 2002 - Wydawca: Universal Music                   | —                 | —                 | —                 | —                 | —                 | —                 |              |
| 2005                           | Dancing With the Dead - Data: 21 marca 2005 - Wydawca: Stockholm Records    | 3                 | 16                | —                 | —                 | —                 | —                 |              |
| 2007                           | Psalms of Extinction - Data: 7 maja 2007 - Wydawca: Roadrunner Records      | 21                | 21                | 165               | —                 | —                 | 93                |              |
| 2008                           | Cynic Paradise - Data: 31 października 2008 - Wydawca: Nuclear Blast        | 30                | 28                | 165               | —                 | —                 | 78                |              |
| 2011                           | You Only Live Twice - Data: 3 czerwca 2011 - Wydawca: Nuclear Blast         | 38                | 26                | —                 | 75                | 64                | 40                |              |
| 2016                           | Coming Home - Data: 9 września 2016 - Wydawca: Nuclear Blast                | 40                | 14                | 104               | 29                | 23                | 25                |              |
| "—" pozycja nie była notowana. |                                                                             |                   |                   |                   |                   |                   |                   |              |

### Single
| 1999                           | End Of The Line | 15 | — | - SWE: złoto | Rebirth                  |
| 1999                           | On And On       | 30 | — |              | Rebirth                  |
| 2000                           | Suicide Machine | —  | — |              | Rebirth                  |
| 2001                           | Shut your mouth | 14 | — |              | Nothing Remains The Same |
| 2002                           | Eleanor Rigby   | —  | — |              | Nothing Remains The Same |
| 2002                           | Just Hate Me    | 47 | — |              | Nothing Remains The Same |
| 2002                           | Eleanor Rigby 2 | —  | — |              | Nothing Remains The Same |
| 2004                           | Same Old Song   | 18 | 5 |              | Dancing With The Dead    |
| 2005                           | Bye/Die         | —  | — |              | Dancing With The Dead    |
| 2005                           | Nothing         | —  | — |              | Dancing With The Dead    |
| 2008                           | I´m Going In    | —  | — |              | Cynic Paradise           |
| 2009                           | Follow Me       | —  | — |              | Cynic Paradise           |
| 2011                           | Dirty Woman     | —  | — |              | You Only Live Twice      |
| 2011                           | My Angel        | —  | — |              | You Only Live Twice      |
| "—" pozycja nie była notowana. |                 |    |   |              |                          |

## Wideografia
| 2006                           | Live Is Overrated (DVD) - Data: 7 listopada 2006 - Wydawca: Metal Mind Productions | —  |
| 2012                           | We Come in Peace (DVD) - Data: 16 listopada 2012 - Wydawca: Nuclear Blast          | 14 |
| "—" pozycja nie była notowana. |                                                                                    |    |

## Teledyski
| Rok  | Tytuł                 | Reżyseria        | Album                    |
| ---- | --------------------- | ---------------- | ------------------------ |
| 1999 | "End Of The Line"     | —                | Rebirth                  |
| 1999 | "On And On"           | —                | Rebirth                  |
| 1999 | "Suicide Machine"     | —                | Rebirth                  |
| 2002 | "Shut Your Mouth"     | —                | Nothing Remains The Same |
| 2002 | "Just Hate Me"        | —                | Nothing Remains The Same |
| 2005 | "Same Old Song"       | —                | Dancing With The Dead    |
| 2005 | "Bye/Die"             | Jerker Josefsson | Dancing With The Dead    |
| 2005 | "Nothing"             | —                | Dancing With The Dead    |
| 2007 | "Zombie Slam"         | Ralf Strathmann  | Psalms Of Extinction     |
| 2008 | "Follow Me"           | —                | Cynic Paradise           |
| 2009 | "Monkey Business"     | Denis Goria      | Cynic Paradise           |
| 2009 | "Have A Drink On Me"  | Denis Goria      | Cynic Paradise           |
| 2011 | "Dirty Woman"         | —                | You Only Live Twice      |
| 2011 | "The Great Pretender" | —                | You Only Live Twice      |